# Jahangir Butt
Jahangir Butt (Gujranwala, 17 april 1943 - Karachi, 7 september 2021) was een Pakistaans hockeyer.
Butt won met zijn ploeggenoten tijdens de Olympische Spelen 1968 de gouden medaille. In 1971 werd Butt met zijn ploeggenoten de eerste wereldkampioen hockey. Tijdens de Olympische Spelen 1972 in München verloor Buut met zijn ploeggenoten de finale van het gastland.

## Erelijst
- 1966 –  Aziatische Spelen in Bangkok
- 1968 –  Olympische Spelen in Mexico-stad
- 1970 –  Aziatische Spelen in Bangkok
- 1971 –  Wereldkampioenschap in Barcelona
- 1972 –  Olympische Spelen in München